# Prasiolaceae
Prasiolaceae, poroldica zelenih alga u redu Prasiolales. Preko 90 priznatih vrsta u nekoliko rodova. Rod Prasiola dao je ime i porodici i redu.

## Rodovi
1. Desmococcus F.Brand
2. Diplosphaera M.W.Bialosuknia
3. Hormidium Kützing
4. Prasiococcus Vischer
5. Prasiola (C.Agardh) Meneghini
6. Prasiolopsis Vischer
7. Prasionella Heesch, M.Pazoutová & Rindi
8. Prasionema Heesch, M.Pazoutová & Rindi
9. Rosenvingiella P.C.Silva
10. Rosenvingiellopsis Heesch, M.Pazoutová & Rindi
11. Schizogonium Kützing
12. Stichococcus Nägeli